# Bilguni, Shimoga
Bilguni là một làng thuộc tehsil Shimoga, huyện Shimoga, bang Karnataka, Ấn Độ.